# Patescospora
Patescospora är ett släkte av svampar. Patescospora ingår i familjen Aliquandostipitaceae, ordningen Jahnulales, klassen Dothideomycetes, divisionen sporsäcksvampar och riket svampar.
| Patescospora | \| \| Patescospora separans \| \| \| \| |
|              | \| \| Patescospora separans \| \| \| \| |
|              | Xylomyces                               |
|              |                                         |
|              | Brachiosphaera                          |
|              |                                         |
|              | Aliquandostipite                        |
|              |                                         |
|              | Jahnula                                 |
|              |                                         |
|              | Manglicola                              |
|              |                                         |
|              | Ascagilis                               |
|              |                                         |
|              | Megalohypha                             |
|              |                                         |
|              | Patescospora separans                   |
|              |                                         |

|  | Patescospora separans |
|  |                       |